# Paratrichius campagnei
Paratrichius campagnei är en skalbaggsart som beskrevs av Thierry Bourgoin 1917. Paratrichius campagnei ingår i släktet Paratrichius och familjen Cetoniidae. Inga underarter finns listade i Catalogue of Life.